# Restauración del clima

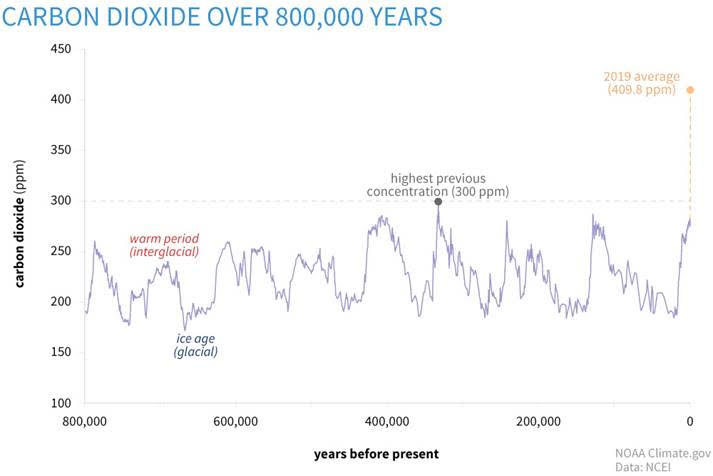
El CO2 de hoy en día es aproximadamente 120 ppm más alto que los niveles más altos a los que los humanos han sobrevivido a largo plazo. La naturaleza ha eliminado cantidades masivas similares de CO2 antes de las edades de hielo, diez veces en los últimos 800.000 años. El CO2 que reduce los niveles en 120 ppm es mayormente convertido en biocarbono por el fitoplancton.

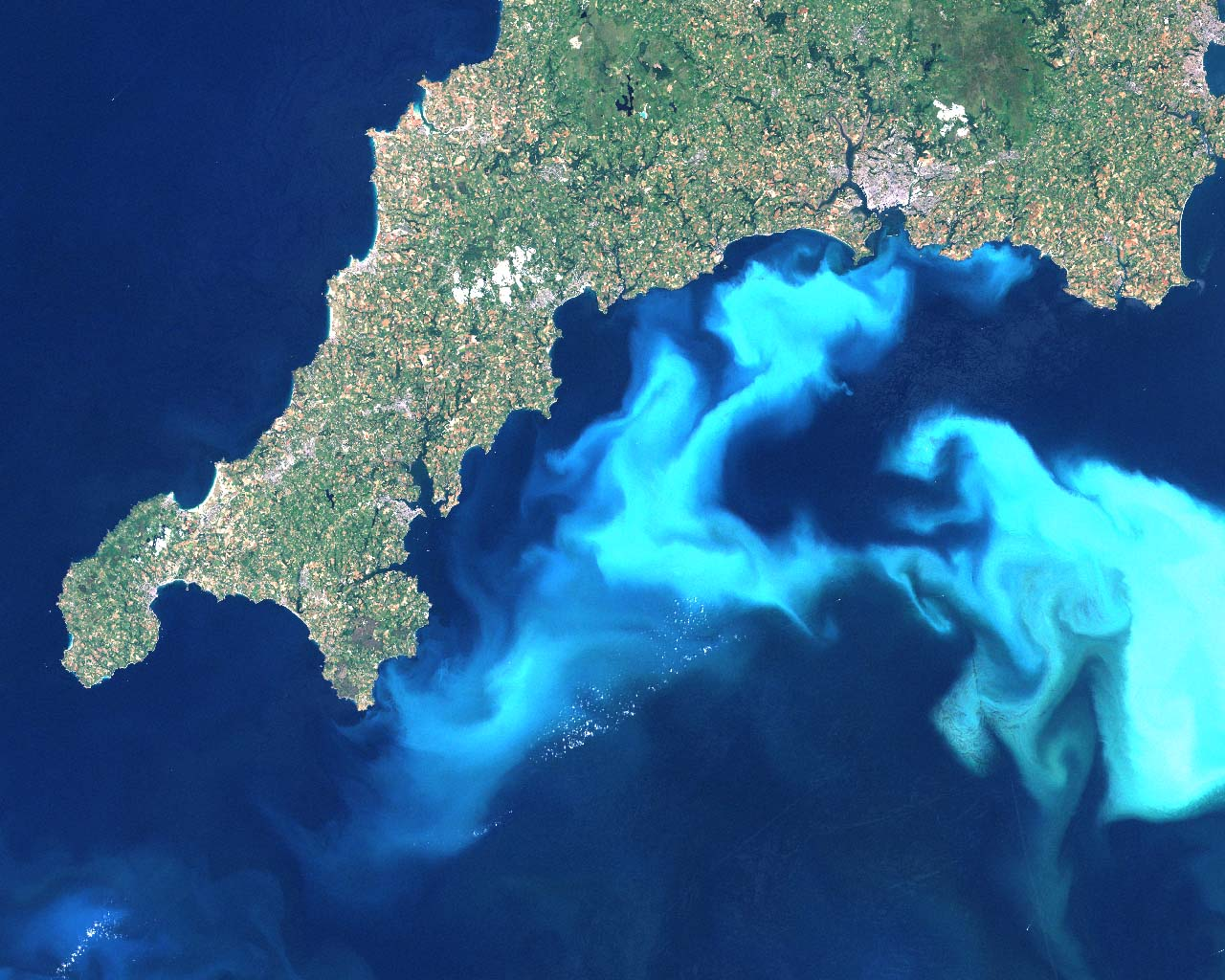
Proliferación de algas en proximidades de la costa sur de Inglaterra en 1999. La fertilización del océano con hierro puede aumentar la vida marina y la secuestracion de carbono en los fondos marinos.

La restauración del clima consiste de un objetivo y de las acciones asociadas al propósito de revertir las tendencias actuales de cambio climático y, en alguna escala y trayectoria en el tiempo, tratar de restaurar el sistema de la Tierra a un estado seguro, sostenible y productivo, para el bienestar de las generaciones futuras y toda la humanidad. Tales acciones incluyen la eliminación parcial del dióxido de carbono en la atmósfera de la Tierra, que, en combinación con la reducción de emisiones, pueden bajar el nivel de CO2 en la atmósfera, y así reducir el calentamiento global  producido por el efecto invernadero de un exceso de CO2 por encima de su nivel preindustrial. Un objetivo principal de la Alianza para un Clima Saludable es la reducción de CO2 en la atmósfera por debajo de los 300 ppm (es decir, cerca de su nivel preindustrial) y volver a aumentar la masa de hielo polar para el año 2050.

## Restauración y mitigación
La restauración del clima es el objetivo subyacente de la mitigación del cambio climático, cuyas acciones están destinadas a "limitar la magnitud o velocidad de cambio climático a largo plazo." Los defensores de restauración del clima sostienen que el cambio climático ya ha tenido importantes impactos negativos que amenazan la supervivencia a largo plazo de la humanidad. La actual mitigación deja el riesgo de que las condiciones van a ir más allá de la adaptación y hacia un cambio climático abrupto. Es un imperativo moral de maximizar las posibilidades de supervivencia de las generaciones futuras. Mediante la promoción de la visión de un "futuro mejor para nuestros hijos y nietos", con el Sistema de la Tierra restaurada a un estado cercano a aquel en el que nuestra especie y civilización han evolucionado, los defensores de la restauración de que existe un gran incentivo para la innovación y la inversión para asegurarse de que esta restauración se lleve a cabo de forma segura y en una manera oportuna. Como se indica en "El Economista" en noviembre de 2017, "en cualquier escenario realista, las emisiones no se pueden cortar lo suficientemente rápido como para mantener el inventario total de gases de efecto invernadero suficientemente reducido para limitar correctamente el aumento de la temperatura global. Pero hay muy poco debate público para llevar a cabo  las "emisiones negativas necesarias" para reducir el stock de CO2... A menos de cambiar la perspectiva, es casi seguro que la promesa de limitar los daños del cambio climático no será respectada."

## La restauración del clima como objetivo de política global
Un primer artículo revisado por pares sobre la restauración del clima fue publicado en abril de 2018 por la Rand Corporation. El análisis "examina la restauración del clima a través de una óptica de gestión de riesgos bajo condiciones de profunda incertidumbre, la exploración de la tecnología, económica, política y de las condiciones bajo las cuales sería posible lograr varias de las metas de restauración climática y las condiciones bajo las cuales la sociedad puede estar mejor con una política de restauración del clima (que en su ausencia)". Un hallazgo clave del estudio es que sería posible restaurar las concentraciones de CO2 atmosférico a los niveles preindustriales a un costo aceptable bajo dos escenarios, donde las reducciones de gases de invernadero y las tecnologías de captura directa de aire resultarían económicamente eficiente. Una recomendación clave del estudio es que una meta ambiciosa sobre la restauración del clima puede buscar a recuperar la concentración preindustrial alrededor de 2075, o del final del siglo. El artículo concluye diciendo: "lo mejor que podemos hacer es buscar la restauración del clima con pasión, integrándola en un proceso de pruebas, experimentos, corrección y descubrimiento."
El 23 de agosto de 2023, el Senado de California aprobó la SR-34, la primera resolución del país que reconoce explícitamente la restauración climática como una prioridad política  Concluye: "Considerando que la restauración del clima beneficiará a la población del Estado de California al reducir las pérdidas y los daños causados por los incendios forestales, al tiempo que producirá efectos positivos en la salud humana y de los ecosistemas, en la industria y en los puestos de trabajo en la agricultura y otros sectores; ahora, por lo tanto, que el Senado del Estado de California resuelva que el Senado reconozca formalmente la obligación para con las generaciones futuras de restaurar un clima seguro, y declare la restauración del clima, junto con el logro de emisiones netas cero y netas negativas de CO2, como una prioridad de la política climática; y se resuelva además, que el Senado pide a la Junta Estatal de Recursos del Aire que involucre a las entidades federales necesarias, según corresponda, para instar al Embajador de los Estados Unidos ante las Naciones Unidas a proponer un tratado climático que restaure y estabilice los niveles de GEI como nuestro objetivo climático común. "

## Parámetros críticos
El  objetivo principal de la restauración del clima es, en general, maximizar la probabilidad de supervivencia de nuestra especie y de la civilización mediante la restauración de dos parámetros climáticos críticos: Los niveles atmosféricos de CO2 y la cubierta de hielo polar del Ártico. La meta es acercar los niveles de los volúmenes medios del Holoceno, en el cual nuestra especie y la civilización han evolucionado recientemente. Es lo que se expresa técnicamente como "pre-industrial", o poéticamente como "lo que nuestros abuelos tenían cientos años atrás". Numéricamente el objetivo es indicado como hacer llegar el CO2 atmosférico por debajo de 300 ppm y la restauración de la capa multi-annual de hielo en el Ártico siberiano para el año 2050. Para lograrlo, será necesario la eliminación de aproximadamente un billón de toneladas de CO2 en la atmósfera, y la restauración permanente de la cubierta de hielo en la parte crítica del mar Ártico, principalmente en el norte de Siberia, para evitar las emisiones de metano a partir de la fusión del permafrost.
Los parámetros críticos del Sistema de la Tierra incluyen:
- los niveles de los agentes de forzamiento radiativo en la atmósfera, especialmente el CO2 y el metano para el forzamiento positivo y el es SO2 en aerosol para el forzamiento negativo;
- el promedio global de la temperatura de la superficie (en comparación con la línea de base) y su tasa de crecimiento;
- el nivel del mar y la evolución de la tasa en aumento del nivel del mar;[12]
- el pH y la tasa de acidificación de los océanos.
- Los niveles de hielo de las capas polares.[13]

Uno de los principales objetivos de la restauración del clima es reducir el nivel de CO2 desde el nivel actual de ~405 ppm (2016) hacia su nivel preindustrial de ~280 ppm. Esto no solamente reduciria el efecto del calentamiento global, sino también su efecto sobre la acidificación de los océanos. El carbono sería secuestrado en la roca  o se utilizara como material de construcción.

## Libro Blanco sobre la Restauración del Clima
El 17 de septiembre de 2019, la Fundación para la Restauración del Clima publicó un Libro Blanco sobre las soluciones existentes para la restauración del clima y sus tecnologías en desarrollo. Estas soluciones y tecnologías incluyen proyectos probados y comercialmente viables, como la creación de roca sintética a partir de carbono capturado en el aire para su uso en la construcción y pavimentación, así como métodos emergentes para la remoción y almacenamiento de carbono, la restauración de los océanos y las pesquerías, y la congelación del Ártico mediante el espesamiento del hielo marino. El Libro Blanco también presenta las estrategias y los costes estimados de la restauración del clima.

## Limitaciones
Sin embargo, no todos los aspectos del sistema de la Tierra puede ser devuelto a un estado anterior: en particular, el calentamiento de las profundidades de mares y océanos y la resultante subida del nivel del mar que ya ha tenido lugar, puede ser esencialmente irreversible en este siglo. Por otra parte, hay ciertos aspectos del Sistema de la Tierra que necesitan ser mejorados con respecto al pasado reciente: en particular la productividad alimenticia, considerando el aumento de la población mundial en el 2050 o 2100.